# Mila Kamińska

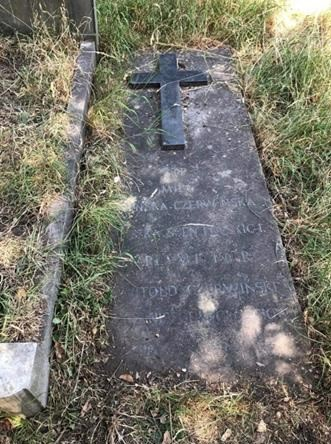
Grób Emilii (Mili) i Witolda Czerwińskich

Emilia (Mila) Kamińska, primo voto Szarska, secundo voto Czerwińska (ur. 10 lutego 1887 w Warszawie, zm. 8 grudnia 1961 w Londynie) – polska aktorka teatralna i filmowa.

## Życiorys
Uczęszczała do Klasy Dramatycznej przy Warszawskim Towarzystwie Muzycznym, jednocześnie występując w zespołach amatorskich (1906-1908). W 1908 roku występowała w Druskienikach w zespole Karola Hoffmana. W kolejnych latach grała w Warszawie: najpierw w Teatrze Małym, a następnie otrzymała angaż w Warszawskich Teatrach Rządowych (1908-1913). Następnie wyjechała do Krakowa, gdzie występowała w Teatrze Miejskim im. Juliusza Słowackiego (1913-1918). Powróciła do stolicy, gdzie była członkinią zespołów: Teatru Polskiego, Teatru Małego (1919-1921, 1922-1923, 1925-1927, 1928-1933, 1937-1938), Teatru Rozmaitości (1921-1922, 1923-1924, 1933), Teatru Narodowego (1924-1925) oraz teatrów Towarzystwa Krzewienia Kultury Teatralnej (1934-1936). W 1932 roku gościnne występowała również w Poznaniu (Teatr Nowy) oraz we Lwowie.
Po wybuch II wojny światowej udała się na emigrację do Wielkiej Brytanii. Zamieszkała w Londynie, gdzie działała w strukturach tamtejszego ZASP, pełniąc m.in. funkcję prezesa.

### Rodzina
Była córką Rajmunda Kamińskiego - pisarza i adwokata oraz Felicji ze Skarbków-Telszewskich. Dwukrotnie wychodziła za mąż: w 1913 roku za aktora Władysława Szarskiego vel Żarskiego, a w 1931 roku za Witolda Czerwińskiego - przemysłowca, adwokata i późniejszego działacza emigracyjnego.

## Filmografia
- Pan Twardowski (1921) - ulubienica cara
- Przeznaczenie (1928) - pani Mila, pierwsza żona Mirskiego